# Елькслебен (Ільм)
Елькслебен (нім. Elxleben) — громада в Німеччині, розташована в землі Тюрингія. Входить до складу району Ільм. Складова частина об'єднання громад Ріхгаймер-Берг.
Площа — 9,43 км2. Населення становить 593 ос. (станом на 31 грудня 2021).

## Галерея

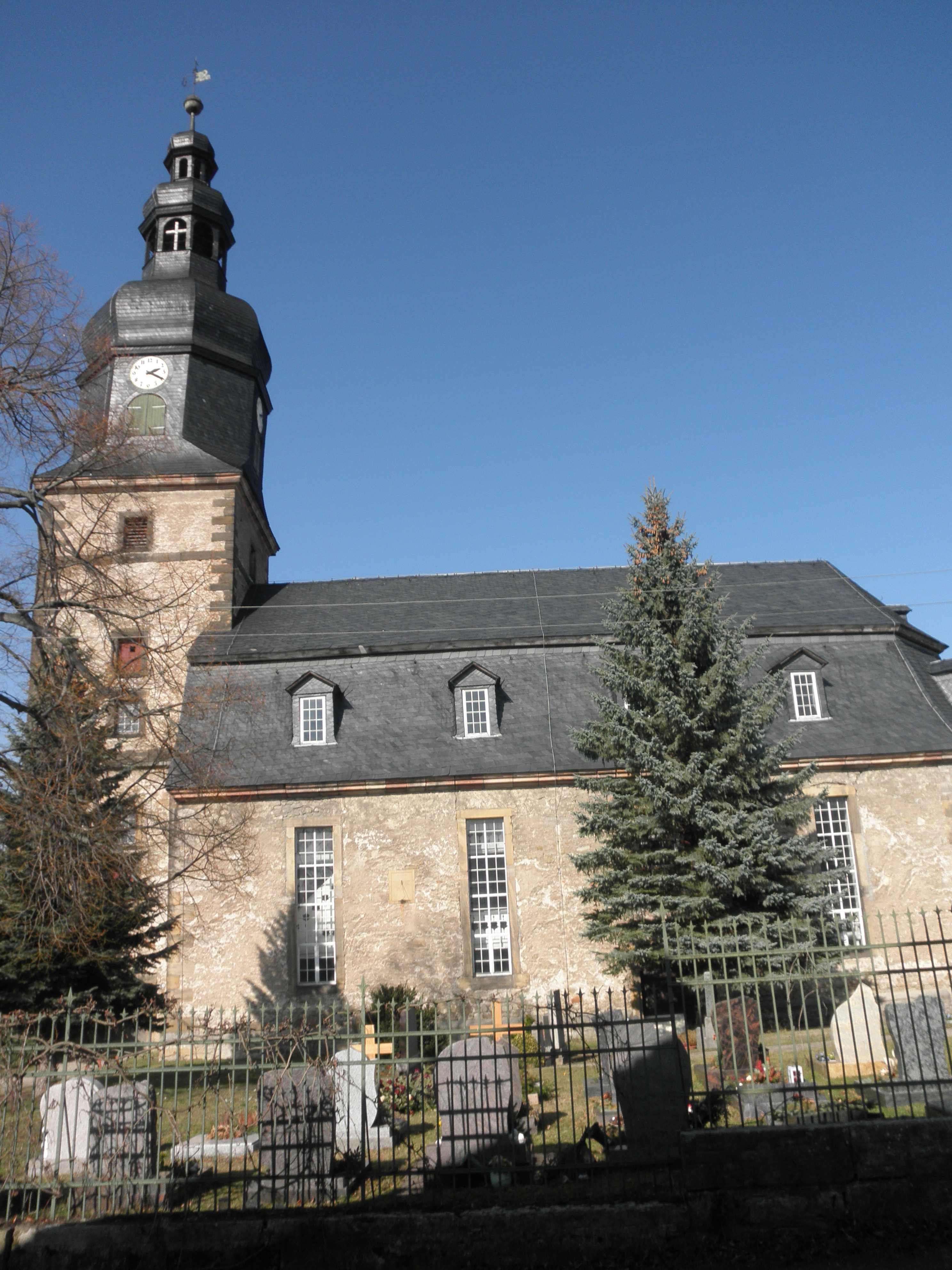
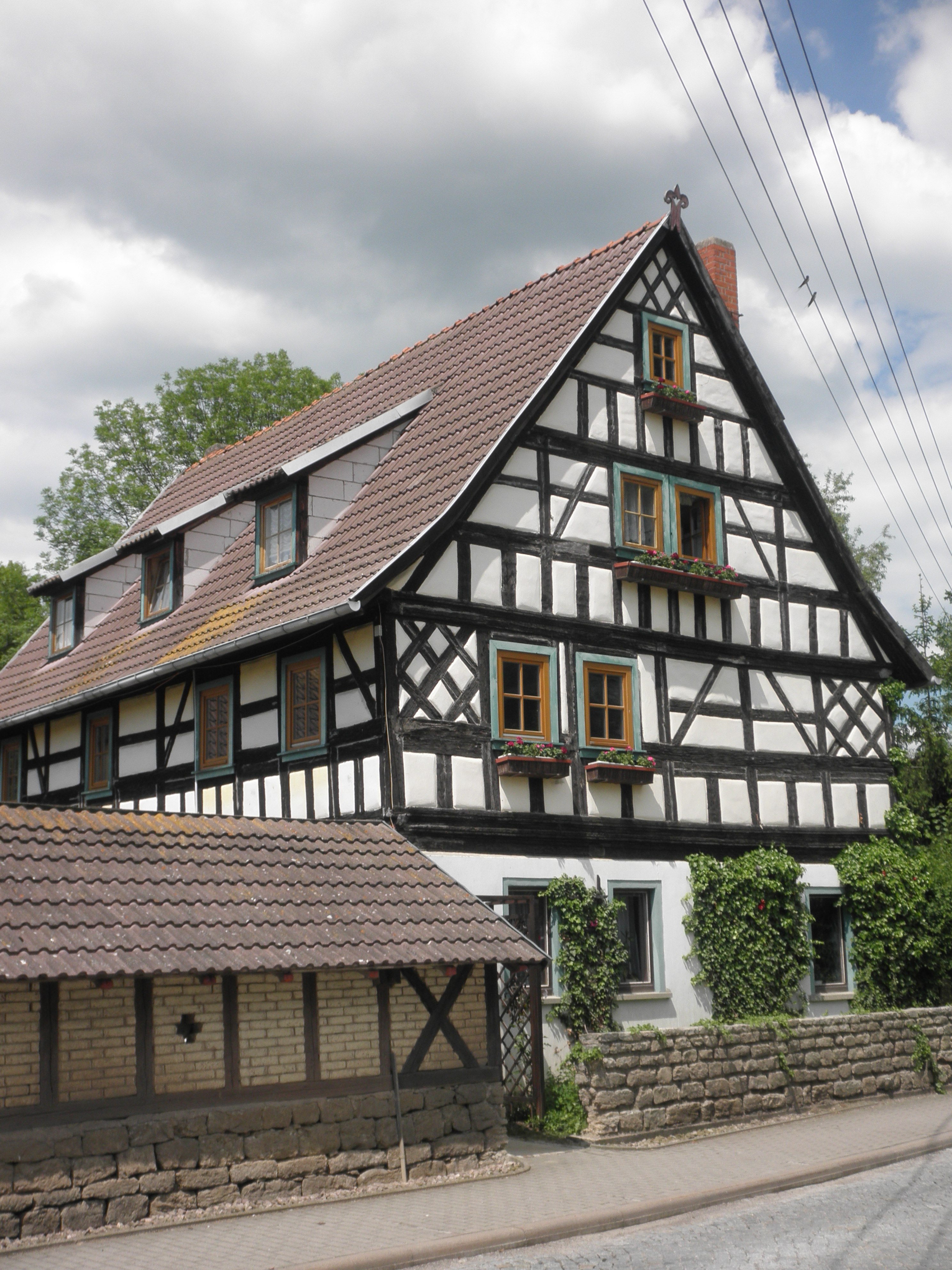